# Zell im Wiesental
Zell im Wiesental är en stad i Landkreis Lörrach i regionen Schwarzwald-Baar-Heuberg i Regierungsbezirk Freiburg i förbundslandet Baden-Württemberg i Tyskland.
Staden ingår i kommunalförbundet Zell im Wiesental tillsammans med kommunen Häg-Ehrsberg.